# Diocesi di Mastaura di Asia
La diocesi di Mastaura di Asia (in latino: Dioecesis Mastaurensis in Asia) è una sede soppressa del patriarcato di Costantinopoli e una sede titolare della Chiesa cattolica.

## Storia
Mastaura di Asia, identificabile con Mastavro nell'odierna Turchia, è un'antica sede episcopale della provincia romana di Asia nella diocesi civile omonima. Faceva parte del patriarcato di Costantinopoli ed era suffraganea dell'arcidiocesi di Efeso.
La diocesi è documentata nelle Notitiae Episcopatuum del patriarcato di Costantinopoli fino al XII secolo.
Sono sette i vescovi conosciuti di questa antica diocesi. Teodosio prese parte al concilio di Efeso nel 431 e al cosiddetto "brigantaggio" di Efeso del 449. Sabbazio non fu presente al concilio di Calcedonia del 451, ma nell'ultima sessione fu rappresentato dal suo metropolita, Stefano di Efeso, il quale firmò gli atti per Sabbazio tramite Esperio di Pitane. Teodoro I partecipò al terzo concilio di Costantinopoli nel 680. Costantino assistette al secondo concilio di Nicea nel 787. Baanes fu tra i padri del concilio di Costantinopoli dell'879-880 che riabilitò il patriarca Fozio. Leonzio e Teodoro II presero parte ai concili celebrati ad Efeso rispettivamente nel 1167 e nel 1216.
Dal 1925 Mastaura di Asia è annoverata tra le sedi vescovili titolari della Chiesa cattolica; la sede è vacante dal 15 marzo 1968.

## Cronotassi

### Vescovi greci
- Teodosio † (prima del 431 - dopo il 449)
- Sabbazio † (menzionato nel 451)
- Teodoro I † (menzionato nel 680)
- Costantino † (menzionato nel 787)
- Baanes ? † (menzionato nell'879)
- Leonzio † (menzionato nel 1167)
- Teodoro II † (menzionato nel 1216)

### Vescovi titolari
- Guido Benedikt Beck de Ramberga, O.F.M.Cap. † (28 marzo 1928 - 5 marzo 1958 deceduto)
- Nicolas Kinsch, S.C.I. † (7 maggio 1958 - 10 novembre 1959 nominato arcivescovo di Stanleyville)
- Edward Jan Muszyński † (26 ottobre 1960 - 15 marzo 1968 deceduto)